# Tomoya Koyamatsu
Tomoya Koyamatsu (født 24. april 1995) er en japansk fodboldspiller, som spiller for den japanske fodboldklub Kyoto Sanga FC.